# Radio Océano
Radio Océano es un grupo de punk gallego, creado en La Coruña en 1982. Fueron muy activos en la escena del rock gallego de la época, que ellos ayudaron a fundar. 

## Historia
El grupo fue formado por los periodistas Xosé Manuel Pereiro y Santiago Romero, así como por Pablo Iglesias, en 1981. Pereiro se hizo llamar «Johnny Rotring», parodia del nombre del cantante de Sex Pistols, mientras que Romero era «Rossmero». Pronto comenzaron a tocar con los grupos que en aquel momento empezaban a hacer rock en Galicia (Siniestro Total, Os Resentidos), dentro de lo que se denominó la "movida" gallega. También formaban parte de la publicación alternativa La Naval (1986-1987).
En 1983 grabaron su primera maqueta oficial con dos temas (ver abajo «Discografía»), aunque existió una previa grabada en vivo. Temas del grupo se incluyeron en una oscura casete recopilatoria de punk español titulada Spaniard punk olé, donde también aparecían las célebres Vulpes y otros grupos poco conocidos de la geografía española como IV Reich, Alma y los Cadáveres (futuros Cocadictos), Slips & Sperma, Familia Real, Attak y otros. 
En 1984 grabaron otra maqueta, en Lisboa, donde se contenía el tema «Narcisismo», que tuvo cierta difusión radiofónica y fue incluido en el CD "Donde estabas tu en el 77" de Discos DRO
En palabras de los hermanos Astudillo (del fanzine madrileño Banana Split y colaboradores de la revista Ruta 66), «tras oír sus primeras maquetas, la gente llegaba a afirmar que Radio Océano eran los U2 de Galicia. Esto creó más expectativa en torno al grupo, ya que por aquellas fechas los irlandeses eran bastante conocidos y apreciados por un gran número de personas». Lo cierto es que, aunque el influjo de los primeros álbumes de U2 es notable (especialmente en las guitarras), el abanico de influencias punk y post punk del grupo era bastante más amplio: «Escuchábamos de todo. De Ramones a Velvet, de B52 a Neil Young, power pop como Romantics, y los obvios, Pistols, Exploited, UK Subs. Pero la referencia clara eran los Clash».
Fueron los ganadores de un concurso para nuevos grupos de Radio Nacional de España, lo que les permitió grabar su único LP (Nin falta que fai), en el año 1985, en Madrid. El disco apareció en los primeros meses de 1986. En la reseña de Ruta 66, se decía sobre el disco: «El resultado final son diez potentes canciones con las más diversas influencias musicales, acompañadas de unos textos salpicados de dosis de humor. Del repertorio presentado habría que destacar los siguientes cortes como los más atractivos: "El balcón", "Aplazamiento" y "Como o vento"».
Se disolvieron en 1987 y han regresado en el 2016. Su bajista de esa época cambió más tarde su nombre artístico y se convirtió en Pablo Bicho.

## Curiosidades
El poeta Lois Pereiro, hermano del cantante, es el autor de la letra de "Narcisismo".
El batería de las formaciones tercera, cuarta y quinta (1984-1987), Dani Punta, simultáneamente tocaba también en el grupo Viuda Gómez e Hijos junto a Jorge Fernández que era su guitarra.
En 1986, el grupo fue llamado por TVE para representar a España en el Festival de Eurovision. El grupo, fiel a su inspiración punk, rechazó la oferta. TVE envió entonces al grupo Cadillac.
El álbum Nin falta que fai de Radio Océano es una de las obras seminales del rock gallego, ya que abrió los frentes del punk y el post-punt. Además, el LP, es una pieza de coleccionista, muy buscada y con notables cotizaciones.
El 23 de abril de 2010, se celebró en la santiaguesa Sala NASA un concierto homenaje donde los miembros originales del grupo tocaron varias canciones. Previamente un grupo homenaje con músicos e invitados de diversas formaciones gallegas interpretó el grueso del repertorio con Pereiro a "la garganta". Entre los invitados cabe destacar a Miguel Costas, Antón Reixa, Julián Hernández, Uxía Senlle, Paco Lodeiro y Antón Losada, entre otros.
Con la edición de un sencillo que contiene el tema Narcisismo (Lisboa, 1984), en septiembre de 2016 por el sello Pantera e Iribarne, el grupo vuelve a activarse y durante el 2017 tocan en el Noroeste PopRock de La Coruña, en As Meninas de Canido (Ferrol) y en el Grelo Folc (Monfero).
En mayo de 2018 editaron "Memorias do óxido", un doble vinilo, también en versión CD, con Subterfuge Records.

## Miembros

### Primera formación 1981-82
- Renato 414 (Pablo Iglesias) - batería
- Rossmero (Santiago Romero) - guitarra
- Johnny Rotring (Xosé Manuel Pereiro) - voz
- Quique - bajo

### Segunda formación 1982-84
- Renato 414 (Pablo Iglesias) - guitarra
- Rossmero (Santiago Romero) - bajo
- Johnny Rotring (Xosé Manuel Pereiro) - voz
- Sitdown (Sito Evangelista) - batería

### Tercera formación 1984-87
- Renato 414 (Pablo Iglesias) - guitarra
- Johnny Rotring (Xosé Manuel Pereiro) - voz
- Pablo Constenla - bajo
- Dani Punta - batería
- Suso Iglesias utilizó la gaita gallega en la grabación del tema Terra Chá

### Cuarta formación 1987-88
- Johnny Rotring (Xosé Manuel Pereiro) - voz
- Dani Punta - batería
- Jorge Fernández - guitarra
- Santi Pazos - bajo

### Quinta formación 2016->
- Xosé Manuel Pereiro - voz
- Santiago Romero - bajo
- Pablo Iglesias - guitarra
- Dani Punta - batería

## Discografía
- Maqueta grabada en un concierto en directo en el [Playa Club] de La Coruña (1982)
- Maqueta con los temas «Hago cine con mi coche» y «Pánico en las Falkland» (grabada en el estudio de Romaní en La Coruña, 1983)
- Temas en la casete recopilatoria Spaniard punk olé (Grabaciones Magnetofónicas Piratas, 1983)
- Maqueta con los temas «Narcisismo», «Volverá», «Quisiera que Stanley...» (grabada en Lisboa, 1984)
- LP Nin falta que fai (grabado en 1985; RNE, 1986)
- SG (Promo sin portada) Como O Vento (RNE – N3-102-PR) A1 - «Como O Vento», B1 - «Terra Cha», B2 - «Esto No Es Hawai». SGAE(Dep. Legal): M-3610-87
- Casete Directos.[7]
- Radio Océano (single). Pantera e Iribarne. 2016.
- Memorias do óxido (Doble LP y CD). Subterfuge Records, 2018.
- Un furioso silencio (LP, Ferror Records / Ulomanía Coop. / Pafff Bum! Discos, 2023.

## Medios
- Fue el primer grupo español en protagonizar un reportaje en Metrópolis (TVE). Programa #3.
- Monográfico en el programa Tiempos Modernos (TVE).
- Monografico en Cancioneiro, programa de TVG
- Actuaciones en el programa Boa Noite, presentado por Pepe Domingo Castaño en TVG.